# Runo Wedin
Runo Wedin (ur. 24 października 1949 w Norrköping) – szwedzki żużlowiec.
W latach 1965–1975 ośmiokrotny finalista indywidualnych mistrzostw Europy oraz świata na długim torze; brązowy medalista mistrzostw świata (Oslo 1971).
Na torach klasycznych – trzykrotny finalista indywidualnych mistrzostw Szwecji (najlepszy wynik: Sztokholm 1965 – XIII miejsce) oraz siedmiokrotny uczestnik eliminacji indywidualnych mistrzostw świata (najlepszy wynik: Odense 1969 – udział jako rezerwowy w finale skandynawskim).
W lidze szwedzkiej reprezentował klub Vargarna Norrköping (1962–1978), w barwach którego zdobył 8 medali Drużynowych Mistrzostw Szwecji: 4 srebrne (1963, 1965, 1966, 1974) oraz 4 brązowe (1967, 1968, 1969, 1975). Oprócz tego, w sezonie 1966 startował w lidze brytyjskiej, w klubie Edinburgh Monarchs.